# اریش پروبست
اریش پروبست (انگلیسی: Erich Probst؛ ۵ دسامبر ۱۹۲۷ – ۱۶ مارس ۱۹۸۸) یک بازیکن فوتبال اهل اتریش بود.
وی همچنین در تیم ملی فوتبال اتریش بازی کرده است.